# إليزابيث باث
إليزابيث باث (بالإنجليزية: Elizabeth Bath)‏ (17 فبراير 1776 - 3 أكتوبر 1844)؛ كاتِبة وشاعرة بريطانية.